# Wellkåmm to Verona
Wellkåmm to Verona är en dansk-norsk-svensk dramafilm från 2006 i regi av Suzanne Osten. I rollerna ses bland andra Jan Malmsjö, Ghita Nørby och Erland Josephson.

## Om filmen
Inspelningen ägde rum mellan den 23 maj och 1 juli 2005 på Gotland efter ett manus av Osten och Erik Uddenberg. Filmen producerades av Thomas Lydholm och Ulf Ahlberg, fotades av Bengt Danneborn och klipptes av Thomas Lagerman. Den hade premiär 28 januari 2006 på Göteborgs filmfestival och hade biopremiär 7 april samma år. Den 25 oktober 2006 utkom den på DVD.

## Handling
På ett hälsohem för 60-plussare möter Walter Virginia och blir kär. Han gör pojkaktiga inviter för att få kontakt med henne, men lyckas bara göra henne upprörd. I ytterligare ett försök att fånga hennes intresse sätter Walter upp Romeo och Julia med de boende på hemmet i rollerna. Under arbetets gång känner Walter att han får livet tillbaka.

## Rollista
- Jan Malmsjö – Walter
- Ghita Nørby – Virginia
- Erland Josephson – Joseph
- Simon Norrthon – Lennart
- Victoria Olmarker – Åsa
- Anne-Lise Gabold – Helena
- Malin Ek – Birgit
- Inger Hayman – Elsa
- Danilo Bejarano – Ahmed
- Piotr Giro – Zoran
- Cesar Sarachu – Carlo
- Gösta Bredefeldt – Viktor
- Anna Takanen – Gudrun
- Malin Cederbladh – Lotta
- Niklas Ek	– Tord
- Renato Benavides Lostaunau – Miguel
- Yvonne Lombard – taxichaufför
- Graham Tainton – präst
- Nisti Stêrk – Ikeadamen
- Leif Sundberg – Josephs son

## Mottagande
Filmen fick ett blandat mottagande och har medelbetyget 2,8/5 på Kritiker.se, baserat på sju recensioner. Högst betyg fick den av Moviezine (4/5) och lägst av Corren och Helsingborgs Dagblad (båda 1/5).

## Kommentar
Rollen som Virginia var från början avsedd för Anita Ekberg; om hon hade accepterat hade det blivit hennes första och förmodligen enda svenska filmroll.